# Haemodorum gracile
Haemodorum gracile är en enhjärtbladig växtart som beskrevs av Terry Desmond Macfarlane. Haemodorum gracile ingår i släktet Haemodorum och familjen Haemodoraceae. Inga underarter finns listade.